# Leinì
Leinì là một đô thị ở tỉnh Torino trong vùng Piedmont, có vị trí cách khoảng 13 km về phía bắc của Torino. Tại thời điểm ngày 31 tháng 12 năm 2004, đô thị này có dân số 12.439 người và diện tích là 32,5 km².
Đô thị Leinì có các frazioni (các đơn vị trực thuộc, chủ yếu là các làng) Fornacino and Tedeschi.
Leinì giáp các đô thị: San Francesco al Campo, Lombardore, San Maurizio Canavese, Volpiano, Caselle Torinese, và Settimo Torinese.